# Jules Bianchi
Jules Lucien André Bianchi, född 3 augusti 1989 i Nice, död 17 juli 2015 i Nice, var en fransk racerförare och brorson till Lucien Bianchi samt gudfar till Charles Leclerc.
Bianchi startade sin formelbilskarriär 2007 och tävlade fram till och med 2009 i olika europeiska mästerskap. 2010 och 2011 tog han två tredjeplatser i förarmästerskapet i GP2 Series, och 2012 tävlade han i Formula Renault 3.5 Series. 2013 flyttade han upp till Formel 1 med Marussia. Han tog inga poäng, men lyckades med målet: Att han skulle slå stallkamraten och de båda Caterham-förarna. Han blev även utnämnd till årets rookie av tidningen Autosport. Han fortsatte med Marussia även 2014, och lyckades ta en niondeplats i Monaco, vilket innebar att han tog både sina och stallets första poäng i F1 någonsin.
Under Japans Grand Prix 2014 råkade Bianchi ut för en allvarlig olycka. I det regniga väglaget tappade han kontrollen och krockade med en hjullastare som höll på att bärga en annan tävlingsbil. Han blev allvarligt skadad och placerades i konstgjord koma.
Drygt nio månader efter kraschen, den 17 juli 2015, bekräftades att Bianchi avlidit till följd av de svåra skadorna. Han blev därmed den första föraren som avlidit till följd av en krasch i Formel 1 sedan Ayrton Senna 1994.

## Racingkarriär

### Tidig karriär
Bianchi körde karting i många år, och han var en av Frankrikes bästa förare inom disciplinen. Framgångarna i karting innebar att han upptäcktes av Nicolas Todt, vilket sedermera ledde till att han togs in under ART:s vingar. Bianchi flyttade upp till franska Formel Renault 2007, där han blev mästare efter att ha tagit fem segrar.

### Formel 3

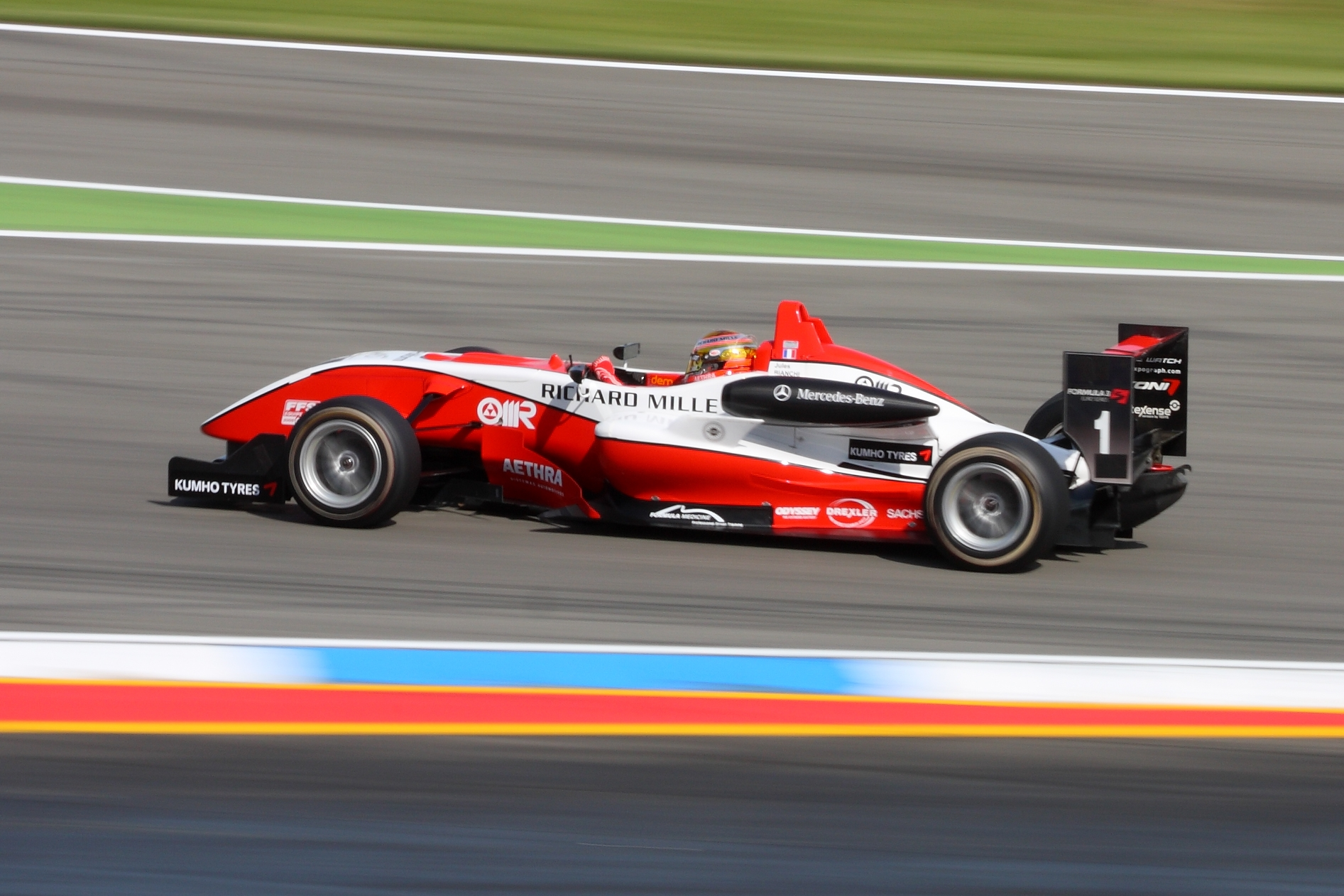
Bianchi på Hockenheimring i F3 Euroseries 2009.

Under 2008 tävlade han för ART Grand Prix i F3 Euroseries. Han vann F3 Masters på Circuit Zolder, och slutade trea i serien som nykomling i klassen, efter att ha tagit två segrar, bland annat en förkrossande seger med 17 sekunder på Le Mans, en ovanlig segermarginal i ett torrt race. Bianchi dominerade sedermera första halvan av 2009 års säsong. Han vann vann fem av de första tio racen med ART, vilket gav honom en stor ledning halvvägs in i säsongen. Hans dominans fortsatte även under hösten, och genom att på Dijon-Prenois ta sin åttonde seger för säsongen, säkrade han titeln.

### GP2 Series

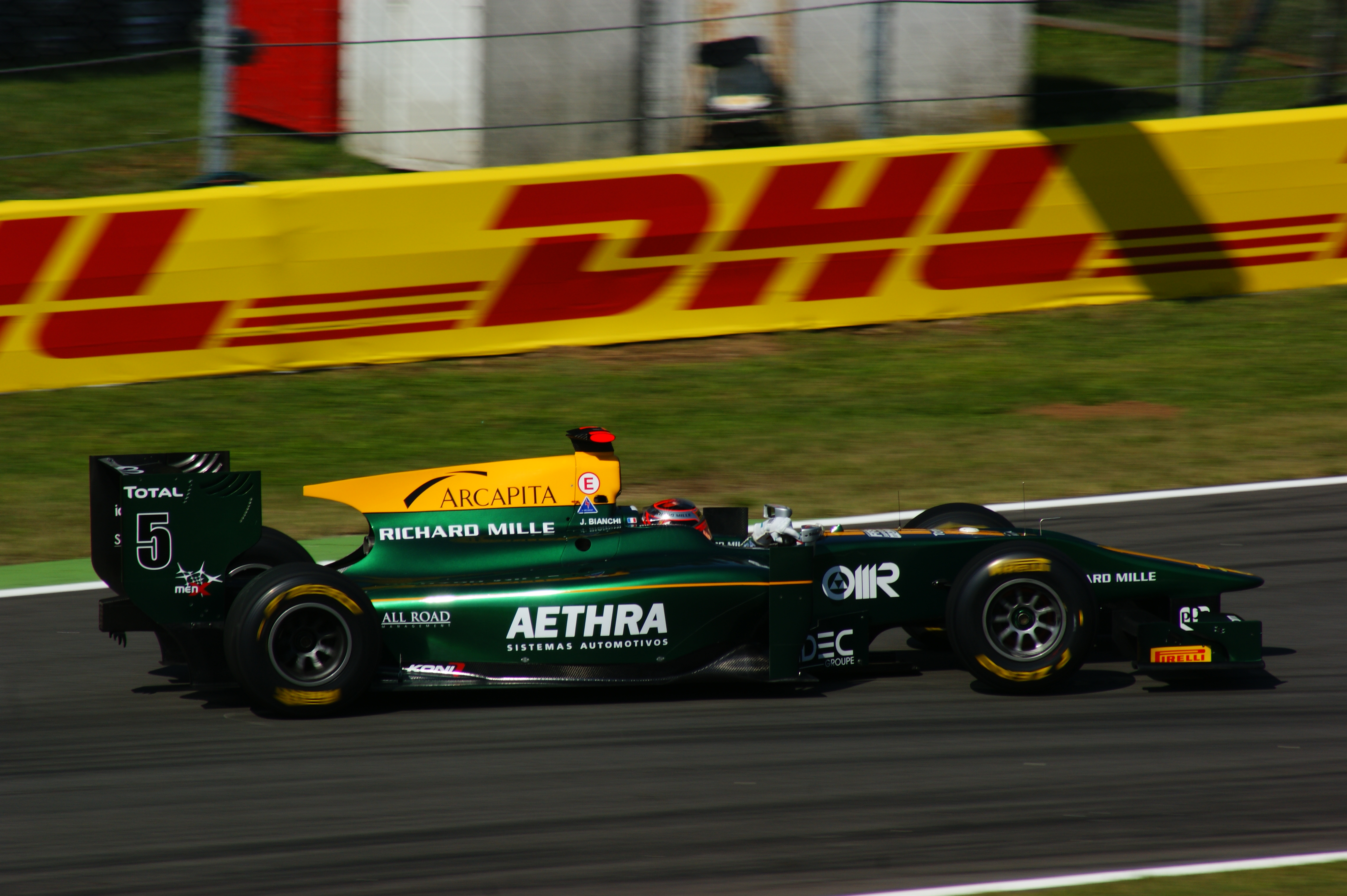
Bianchi på Autodromo di Monza i GP2 Series.

Bianchi gjorde ett inhopp i GP2 Asia Series för ART under 2009/2010. Han fick senare kontrakt med samma stall för att tävla i den ordinarie serien 2010. Bianchi tog ett flertal topp tre-placeringar, men alltför många krascher gjorde att han inte kunde nå Pastor Maldonado eller Sergio Pérez i mästerskapet, utan blev trea.
Bianchi fortsatte med ART under 2011, och fick GP3-mästaren Esteban Gutiérrez som stallkamrat. 2011 års säsong påminde om den föregående: Flera topp tre-placeringar, men alltför många brutna lopp. Han blev, precis som förra året, trea i mästerskapet, men denna gången bakom Romain Grosjean och Luca Filippi.

### Formula Renault 3.5 Series
Bianchi gjorde ett inhopp i Formula Renault 3.5 Series 2009, men gjorde sin riktiga debut 2012 då han körde hela säsongen. Han tog flera pallplatser, inklusive segrar, och blev tvåa i mästerskapet, ynka fyra poäng bakom Robin Frijns.

### Formel 1

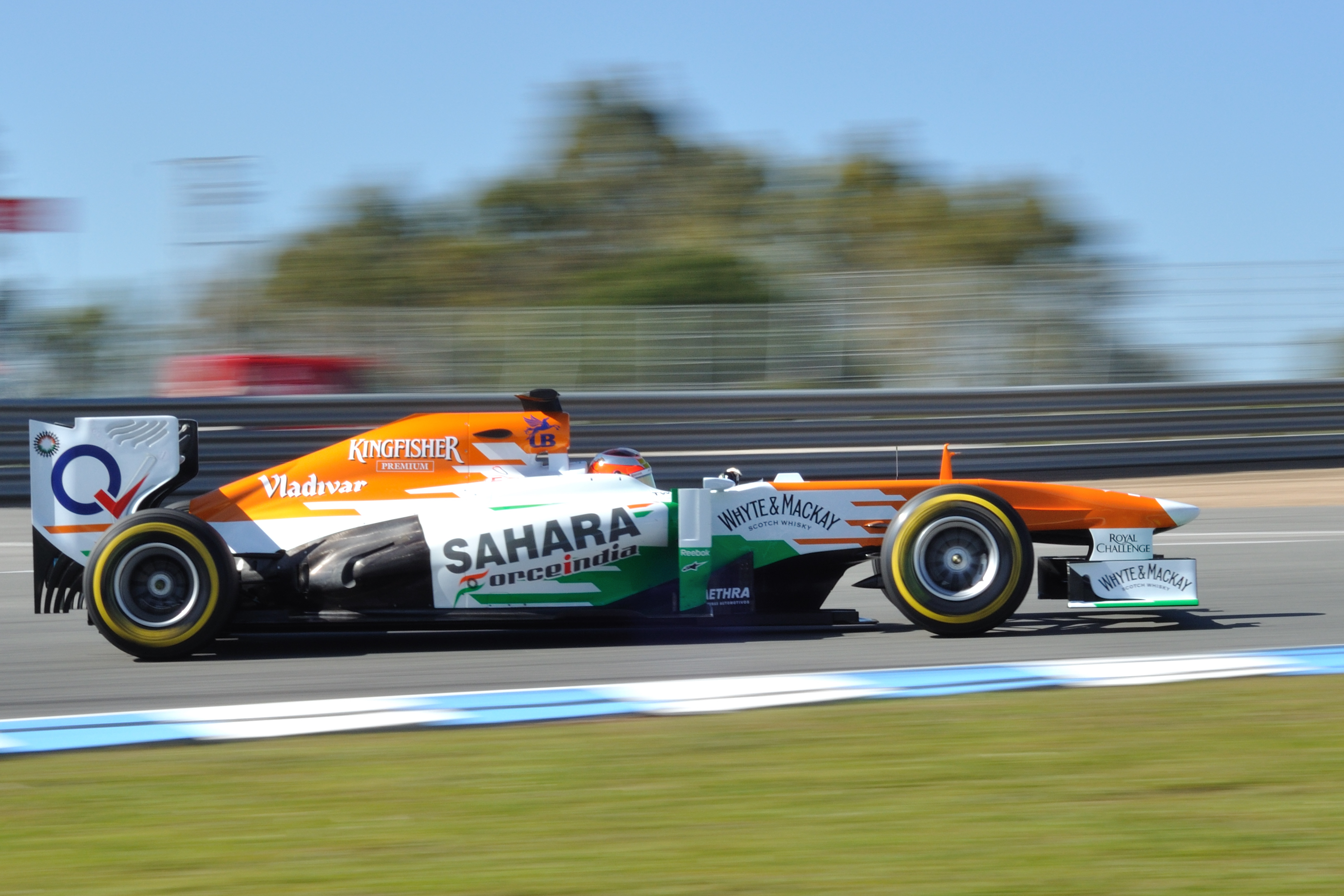
Bianchi under en av sina testdagar med Force India.

#### Testförare
Under slutet av 2009 fick Bianchi möjligheten att testköra för Ferraris Formel 1-stall i två dagar på Jerez. Efter testkörningarna offentliggjorde Ferrari att man hade skrivit långtidskontrakt med Bianchi. Hans roll offentliggjordes inte, men det troliga var att han skulle vara en av stallets tillgängliga testförare och att Ferrari hade option på att kontraktera Bianchi som tävlingsförare i framtiden. Ett år senare bekräftades han, som väntat, som stallets officiella testförare. Han fick även möjligheten att köra Ferraris F1-bil under ett test på Yas Marina Circuit. Nästa tillfälle kom den 13 september 2011, då han körde en heldag på Ferraris testbana Fiorano Circuit i Maranello. Under 2012 blev han, tack vare support från Ferrari, testförare i Force India och fick köra nio fredagsträningar av säsongens tjugo helger.

#### Marussia

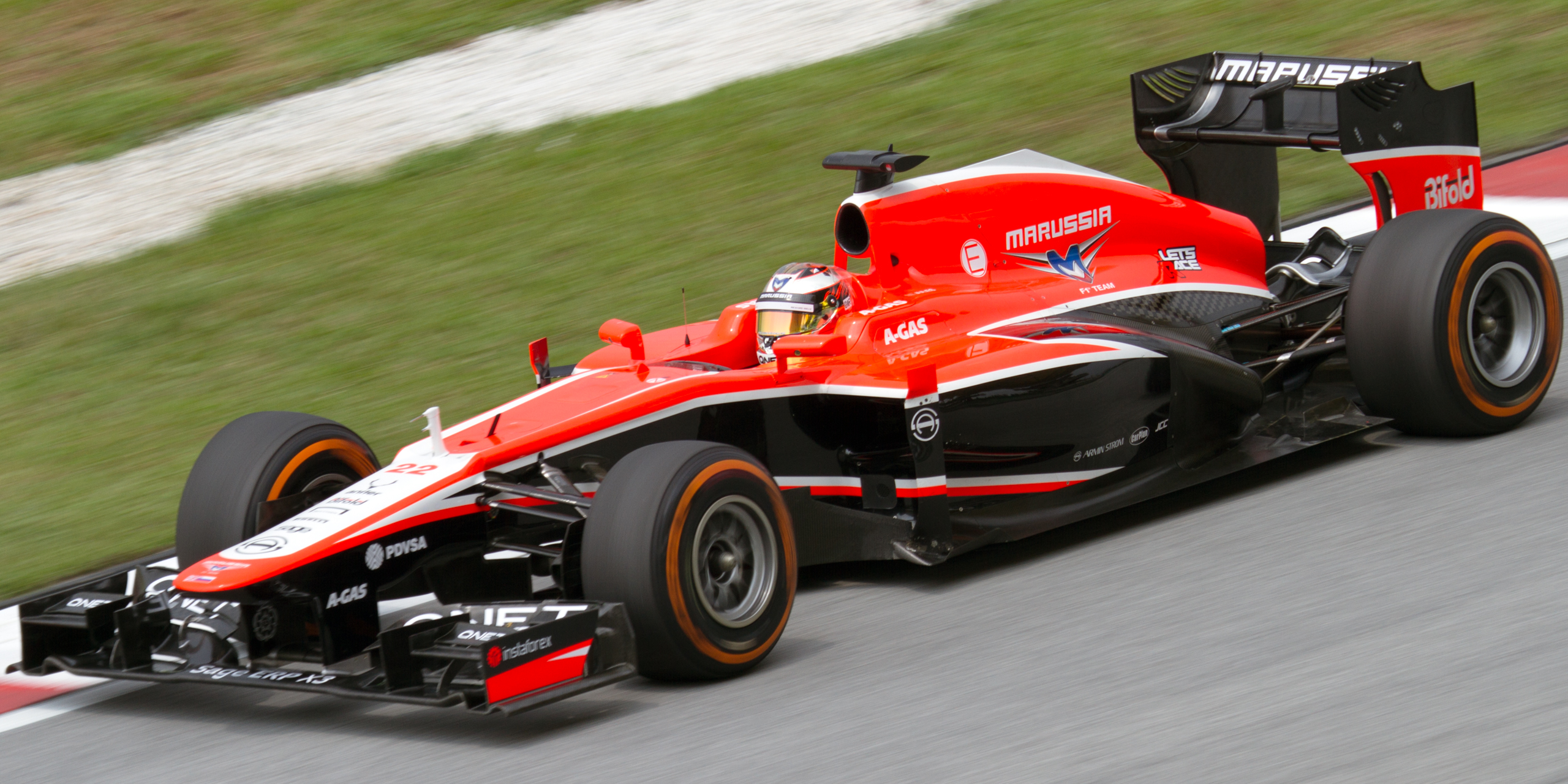
Bianchi under Malaysias Grand Prix 2013.

##### 2013
Den 1 mars 2013 meddelade Marussia att Bianchi skulle ersätta Luiz Razia som ordinarie förare sedan Razias kontrakt avslutats på grund av brist på sponsorer. Bianchi kvalade in på nittonde plats i debuten i Australien och kvalade ut stallkamraten Max Chilton med nästan en hel sekund. Han tog sig förbi Pastor Maldonado och Daniel Ricciardo under det första varvet, och blev till slut femtonde i mål. Bianchi kvalade återigen nittonde i Malaysia. Han tappade några positioner under inledningen av loppet, men gick till slut i mål på trettonde plats, vilket blev hans bästa placering under säsongen. Fram till Ungerns Grand Prix hade han slagit sin stallkamrat i alla kvalificeringar och lopp som båda kommit i mål i. Bianchi slutade säsongen på nittonde plats med noll poäng, men nådde det viktigaste målet: Att han skulle slå stallkamraten och de båda Caterham-förarna. Han blev senare utnämnd till årets rookie av tidningen Autosport.

##### 2014

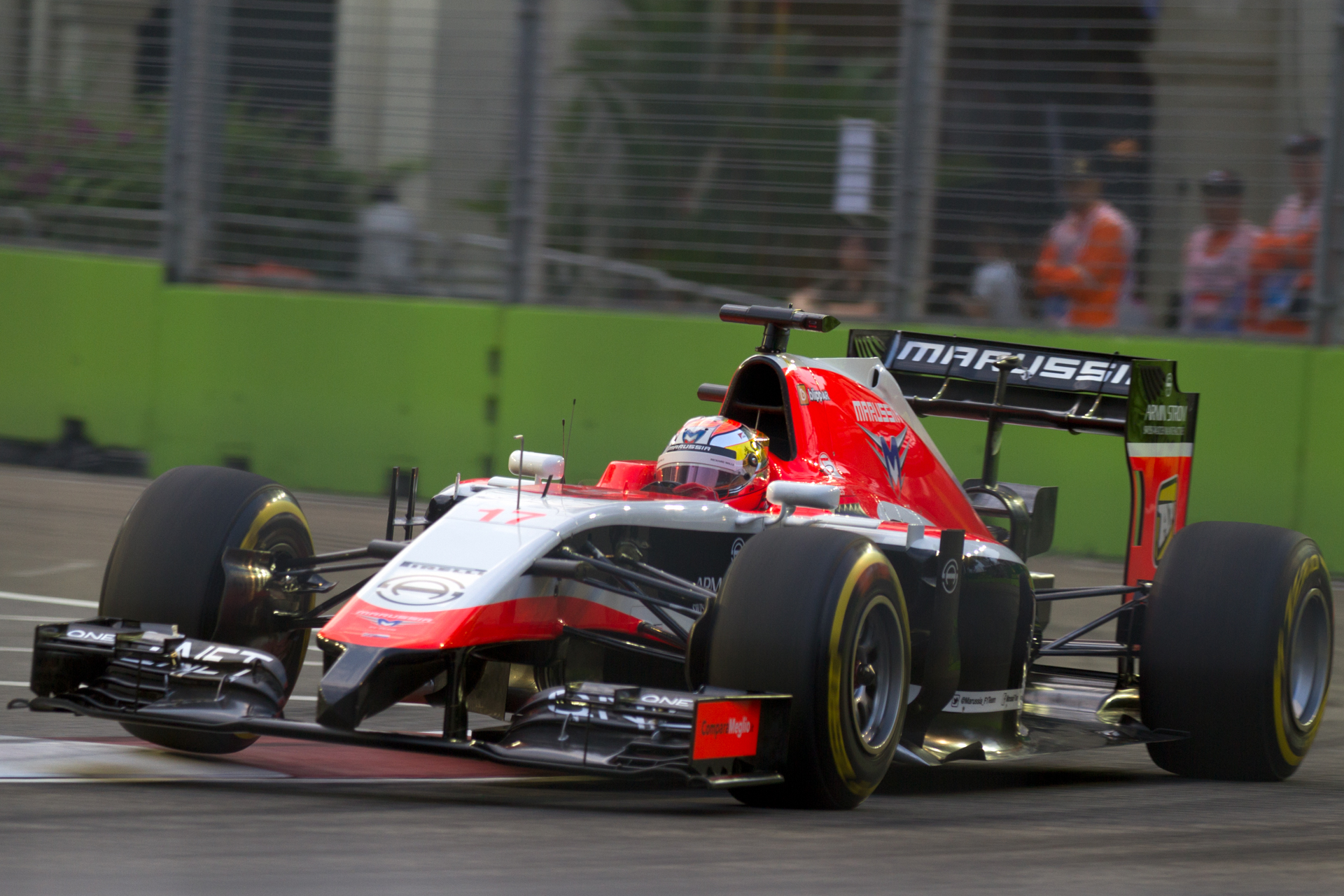
Bianchi under Singapores Grand Prix 2014, två veckor innan kraschen.

I oktober 2013 bekräftade Marussia att Bianchi fått förnyat kontrakt för 2014. Han fick en tuff start på säsongen, men i Monaco lyckades han sensationellt nog ta niondeplatsen, trots bestraffningar och flera kollisioner. Niondeplatsen innebar att han tog både sina och stallets första poäng i F1 någonsin. Bianchi fortsatte, precis som den föregående säsongen, att slå sin stallkamrat i nästan alla kval och lopp som de båda fullföljt.
Under Japans Grand Prix 2014 råkade Bianchi ut för en mycket allvarlig olycka. På det fyrtiofjärde varvet tappade han kontrollen i regnet i kurva 7 (Dunlop Corner) på Suzuka Circuit och kraschade in i en hjullastare som höll på att bärga Adrian Sutils bil. Loppet rödflaggades och Bianchi färdades till Mie General Hospital utanför Suzuka där han opererades. De första rapporterna om hans tillstånd sade att han låg i hade mycket allvarliga skallskador och att han kämpade för sitt liv. Två dagar efter olyckan kom en uppdatering kring tillståndet för Bianchi, som sade att han hade drabbats av diffus axonal skada. Läget var oförändrat till den 19 november 2014, då hans familj bekräftade att han kunde andas själv och att han hade förflyttats till Nice.

## Bianchis död
Den 17 juli 2015, drygt nio månader efter kraschen, bekräftade hans familj att Bianchi avlidit som resultat av de svåra skadorna han ådragit sig under kraschen i Japan. Han blev därmed den första föraren som avlidit till följd av en krasch i Formel 1 sedan Ayrton Senna 1994. Han begravdes i sin hemstad Nice den 21 juli. På startgriden inför Ungerns Grand Prix 2015 hölls en tyst minut för Bianchi, då samtliga förare ställde sig i en ring runt hans hjälm. På prisceremonien efter loppet tillägnade Sebastian Vettel segern till Bianchi och sade att "Du kommer alltid att finnas i våra hjärtan".

## F1-karriär
| Säsong                | Stall/Tillverkare     | Placering             | Lopp | Poäng | Etta | Tvåa | Trea | Pole | Varv |
| --------------------- | --------------------- | --------------------- | ---- | ----- | ---- | ---- | ---- | ---- | ---- |
| 2013                  | Marussia-Cosworth     | 19                    | 19   | 0     |      |      |      |      |      |
| 2014                  | Marussia-Ferrari      | 17                    | 15   | 2     |      |      |      |      |      |
| Sammanlagt 2 säsonger | Sammanlagt 2 säsonger | Sammanlagt 2 säsonger | 34   | 2     | 0    | 0    | 0    | 0    | 0    |